# 侵华日军南京大屠杀遇难同胞纪念馆
侵华日军南京大屠杀遇难同胞纪念馆（英語：Memorial Hall of the Victims of the Nanjing Massacre by Japanese Invaders）又称江东门纪念馆，是南京市人民政府为悼念侵华日军南京大屠杀遇难者而设立的遗址型专门史博物馆。馆址位于南京城西南江东门，是当年日军大屠杀的一处主要地点和遇难者丛葬地。纪念馆于1985年落成开放，经过1995年、2005年两次扩建，现占地约7.4万平方米、建筑面积2.5万平方米、展陈面积9800平方米，包括展览集会、遗址悼念、和平公园和馆藏交流等4个区域，其中展览陈列包括廣場陈列、遗骨陈列和史料陈列三部份。该馆收集了10000多份历史资料和文物，是国家一级博物馆、全国爱国主义教育示范基地。

## 建设经过

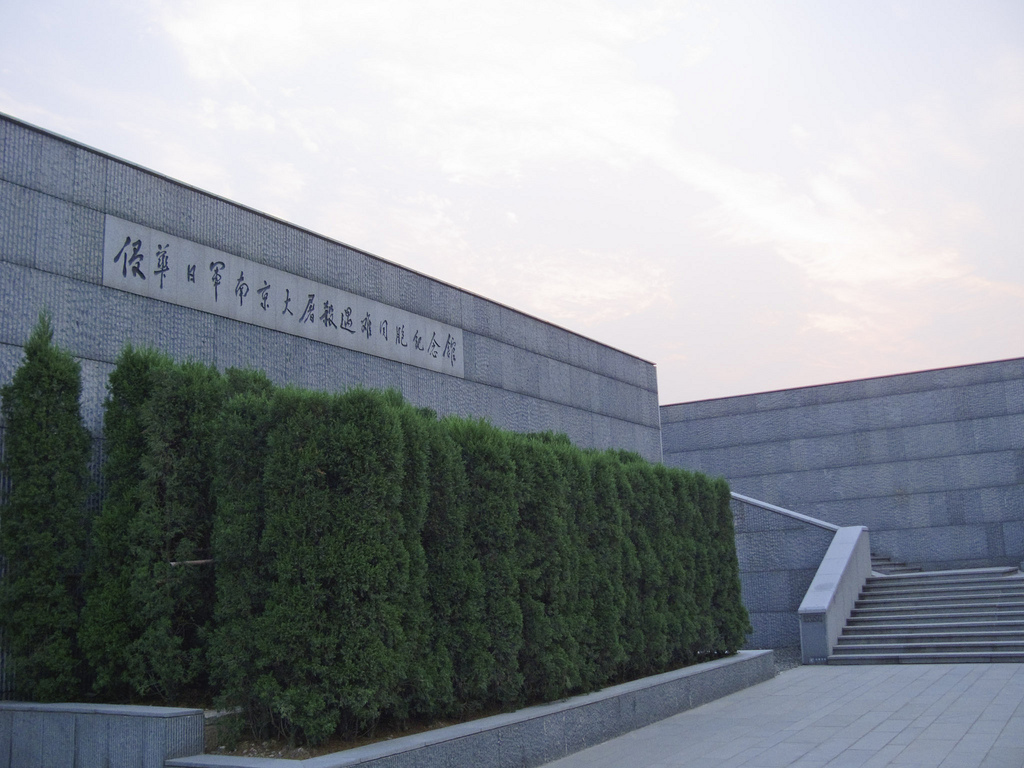
原入口处由邓小平题写的纪念馆馆名

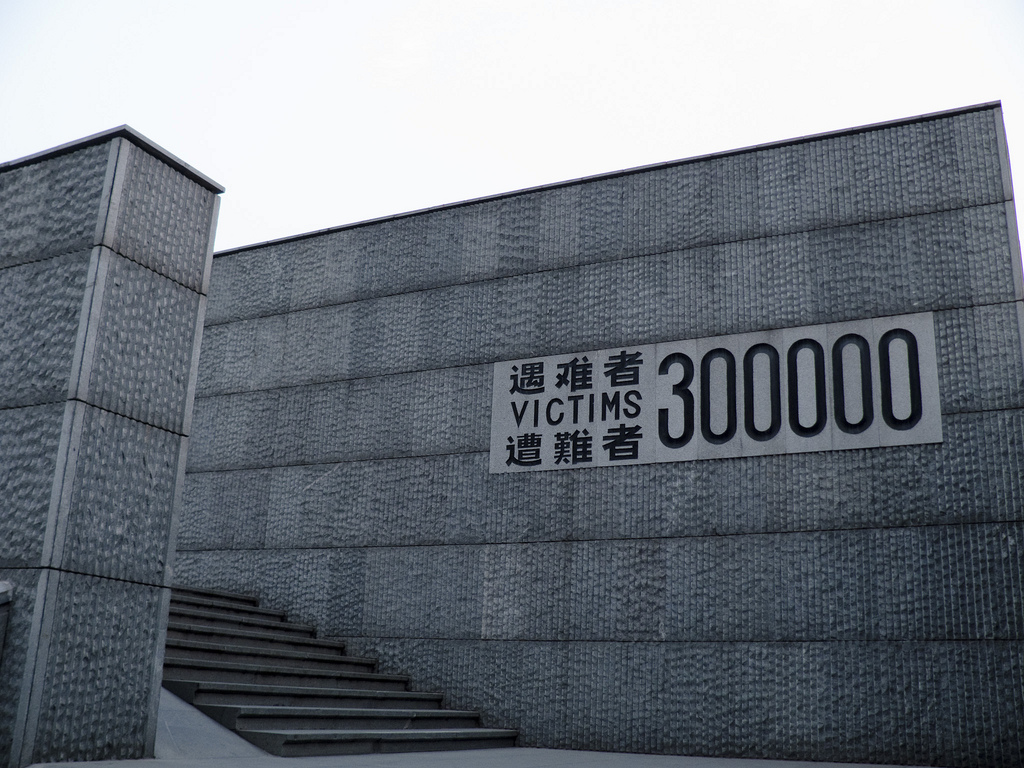
原入口处的纪念墙

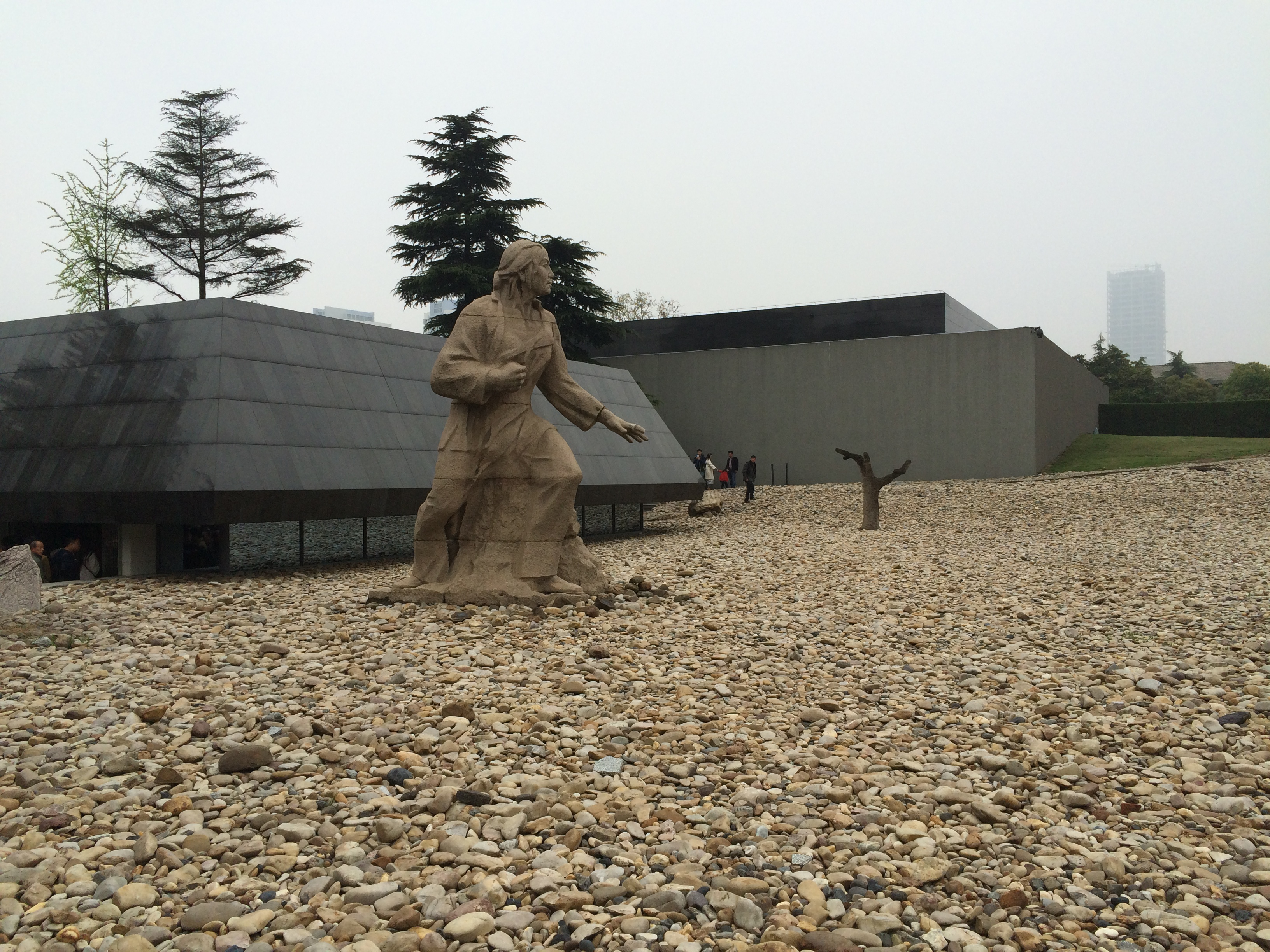
墓地广场的《母亲》雕塑。悲伤的母亲、枯树、寸草不生的卵石广场，表现出“死亡”的意象，与周围的绿树和青草相互对比，构成“生与死”的主题。建于1985年。

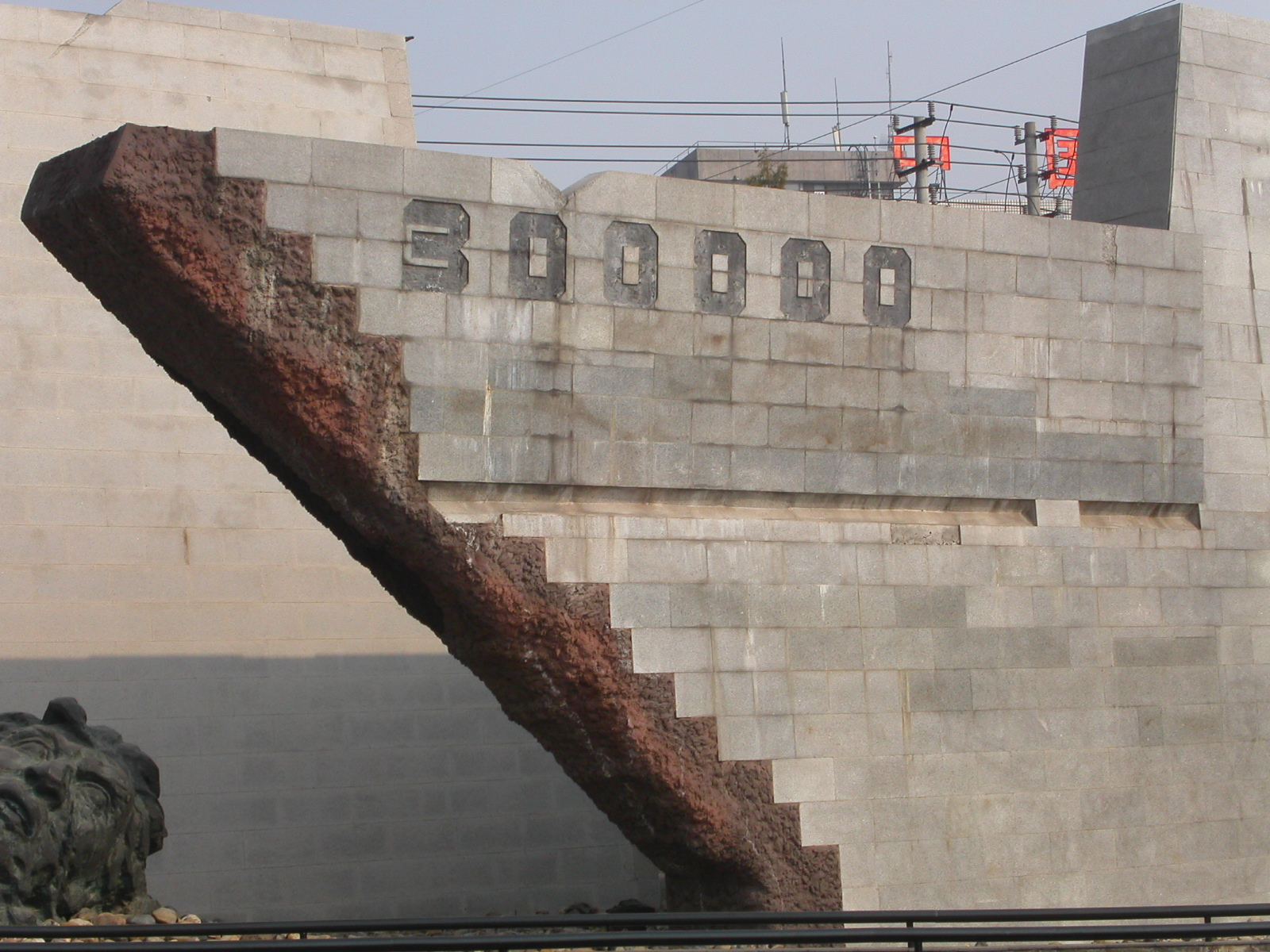
大型组合雕塑《古城的灾难》(局部)。残破的城门、遇难者被砍下的头颅、被活埋的手臂、残缺的日本军刀，表达残破、死亡的视觉形象。

自1950年代起，岸信介上台後，強迫部分出版商將教科書上侵略中國的字眼，改成進出大陸。[[Category:]]1982年，某些有右翼團體編製的[[Category:]]、日本文部省审订通过的历史教科书更直接否認南京大屠殺。美化日本侵略历史之行为激起了南京人民的义愤，1983年底，南京市人民政府经中国共产党江苏省委员会和江苏省人民政府批准，开始筹建本纪念馆，设立了“南京大屠杀”编史、建馆、立碑领导小组，由当时的南京市市长张耀华任组长。1985年2月3日，中国共产党中央顾问委员会主任邓小平到南京视察，题写“侵华日军南京大屠杀遇难同胞纪念馆”馆名。邓小平的到来极大地推动了纪念馆的建设，工程随即于2月20日（正月初一）动工，当年8月15日即中国抗日战争胜利40周年纪念日当天建成开放，同时南京市还在17处大屠杀遗址设立纪念碑。纪念馆由东南大学建筑学院的中國科學院院士齐康设计，以“生与死”、“痛与恨”为主题，占地13000多平方米，建筑面积1900多平方米，其中主体建筑面积1300多平方米，建成史料陈列厅、电影放映厅、遗骨陈列室及藏品库等，被评为“中国80年代十大优秀建筑设计”之一。广场浮雕由南京艺术学院钱大泾设计。
1995年，纪念馆开始二期工程建设，1997年12月12日竣工。工程新建了悼念广场、大型雕塑“古城的灾难”、刻有南京大屠杀发生时间的十字形标志碑、遇难同胞名单墙、纪念馆大门“残破的城门”和贵宾接待室，同时对展览设施和陈列内容进行了改进和充实。工程仍由齐康设计，青铜雕塑由吴显林设计。为保障工程建设，南京发起了“人人为侵华日军南京大屠杀遇难同胞纪念馆二期工程捐一元钱”的募捐活动，100多万南京市民共捐款160多万元人民币，募捐在香港也引起很大反响。
2005年12月13日，纪念馆的二期扩建工程正式奠基，2006年6月26日起闭馆扩建，2007年12月13日竣工，总投资4.77亿元人民幣，建设工程获得民间捐款450万元人民币。扩建工程由华南理工大学何镜堂主持设计，建筑构思展现“战争、杀戮、和平”三个概念。扩建工程自老馆向东新建了新馆，向西增设祭场、冥思厅及和平公园等，还拆除了原馆围墙、调整了警世钟的位置，扩大了悼念广场，改造了老馆，并对“万人坑遗址”进行隔水保护。扩建后，纪念馆占地面积由2.2公顷扩大到7.4公项，总建筑面积扩大到22500平方米。

## 职责
根据2018年11月23日通过的《南京市国家公祭保障条例》，侵华日军南京大屠杀遇难同胞纪念馆履行下列职责：
1. 做好南京大屠杀死难者国家公祭仪式的有关保障工作；
2. 举办悼念南京大屠杀死难者的活动；
3. 举办纪念抗日战争中为反抗日本侵略、开展人道主义救援、维护历史正义、传播历史真相作出重要贡献的中外人士的活动；
4. 举办铭记南京大屠杀历史、珍爱和平等相关主题的展览、教育、传播和交流活动；
5. 开展南京大屠杀及相关主题的藏品征集和历史研究，抢救幸存者口述历史。

## 展览陈列

### 广场陈列
广场陈列由集会广场、祭奠广场、墓地广场等3个室外展覽场所组成。悼念广场上有一個形似十字架、刻有南京大屠杀事件時間表的石碑、「倒下的300000人」雕塑及「古城的灾难」等大型的藝術品；而祭奠广场上則有一面刻有館名的紀念碑，上面分別用了中、英和日文刻上「遇难者300000」的字樣。

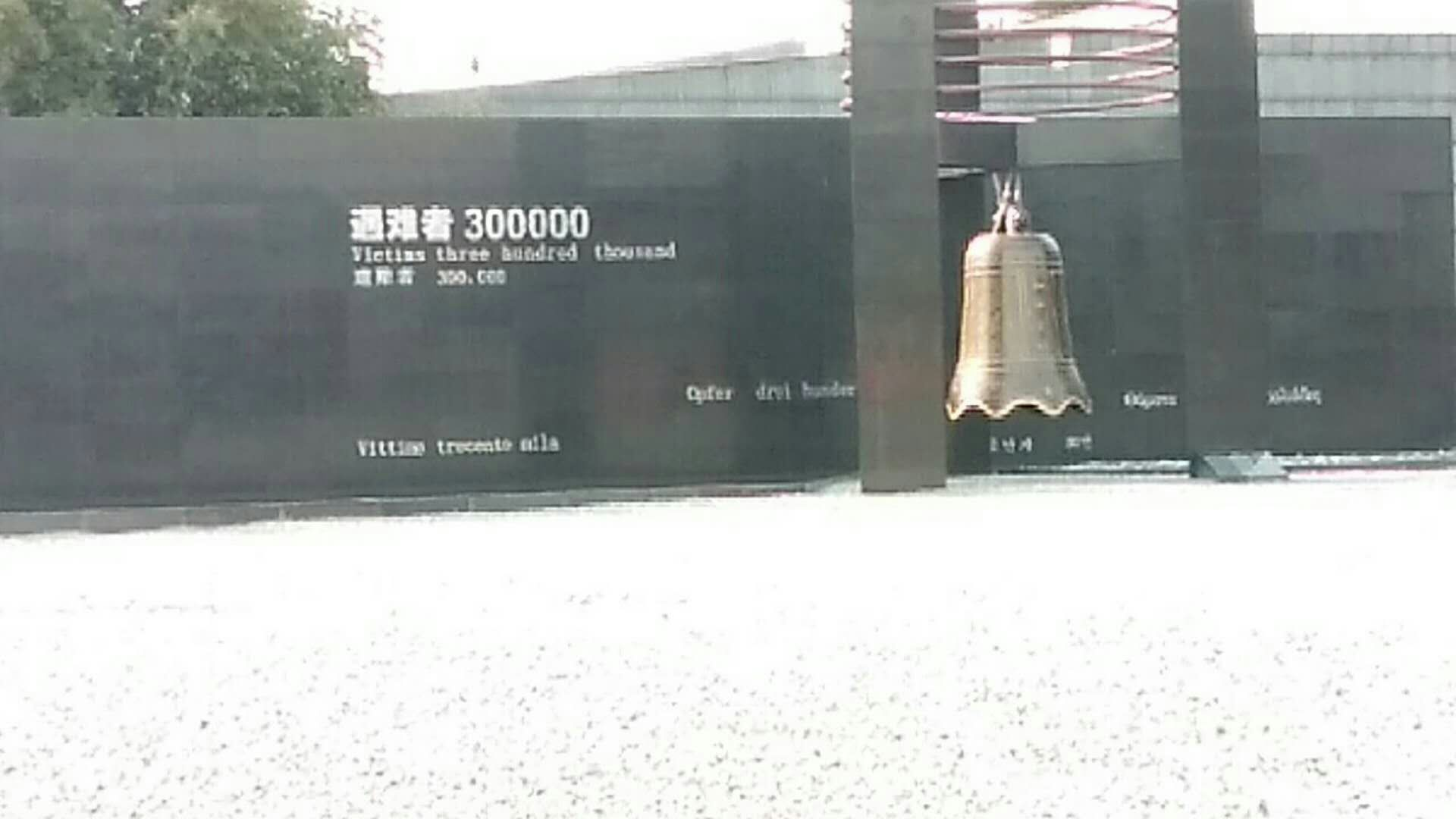
灾难之墙与和平大钟

2007年后，集会广场扩建，面积达15000多平方米，由“冤魂的呐喊”主题雕塑、“灾难之墙”、主席台水池、十字架和和平大钟组成。“冤魂的呐喊”立于广场入口；作为背景墙刻有十三国文字书写的“遇难者 300000”的“灾难之墙”与主席台水池墙面、地面及和平大钟柱体均采用黑色镜面花岗岩敷贴；十字架、和平大钟分立主席台两侧，原集会广场的“残破城门”及卧地雕塑保持原状。

### 史料陈列
现展厅展陈面积为9000平方米。馆藏藏文物1万多件，其中3000多件对外展陈。包括歷史相片、文獻如约翰·拉贝和東史郎的日記等。也有在南京大屠殺时的美国牧师、时任国际红十字会南京委员会主席以及南京安全区国际委员会委员约翰·马吉所拍的4盘电影胶片及使用的16毫米摄影机，大屠杀时日军使用的军用品等。也有丹麥人伯恩哈爾·阿爾普·辛德貝格的信件和照片。
主要陈列主题《人类的浩劫——侵华日军南京大屠杀史实展》，分为“南京沦陷前的中国形势”、“日军从上海攻向南京”、“日军入侵南京与中国守军南京保卫战”、“日军在南京的大屠杀”、“日军在南京的奸淫与掠夺”、“日军在南京的焚烧与破坏”、“国际安全区不安全”、“日军毁尸灭迹与慈善团体掩埋遗体”、“对制造南京大屠杀的日本战犯审判”、“南京大屠杀的历史见证”、“前事不忘后事之师”十一个部分，陈列面积4200平方米。
次要专题陈列为：《胜利 1945》，陈列面积1700平方米；“万人坑”遗址陈列。
展厅中另设影视厅5个，面积约为1000平方米，主要用于播放有关南京大屠杀和抗战题材的纪录片、影视片。原有展厅现改造为临时展厅，面积约为800平方米。

### 遗骨陈列

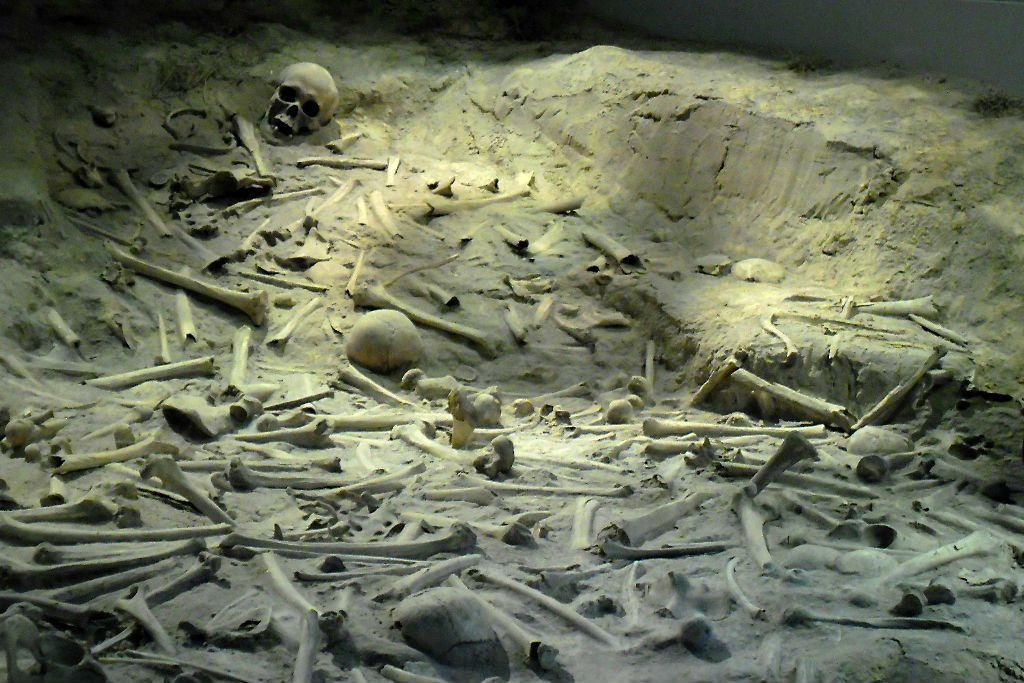
万人坑遗骨

遗骨陈列「萬人坑」遺址內的骸骨於1985年被發現，而在1998年更發現多208副骸骨，它們現在被存放在棺椁状的遗骨陈列室內展出。2006年4月21日也發現了另外19副新的骸骨，經南京市文物局專家進行考古和史學鑒定後，確定這是南京大屠殺遇難者遺骸。

## 记事
- 1983年底，南京市人民政府开始筹备建设纪念馆。
- 1985年2月，中顾委主任邓小平在南京为纪念馆题写馆名。
- 1985年8月15日，纪念馆落成开放。
- 1995年，纪念馆二期工程动工，1997年12月12日完工。
- 2002年12月12日,“历史证人的脚印”铜版路建成开放。
- 2005年12月13日，纪念馆二期扩建工程奠基，2007年12月12日完工。
- 2008年5月，纪念馆获授“国家一级博物馆”。
- 2010年7月，纪念馆已累计接待观众超过2500万人次。
- 2015年5月，利济巷慰安所旧址开始修缮，完成后将做为纪念馆的分馆开放。

此外，南京大屠杀死难者国家公祭仪式自2014年起每年12月13日在侵华日军南京大屠杀遇难同胞纪念馆举行，主办单位为中共中央、全国人大常委会、国务院、全国政协、中央军委，党和国家领导人会出席公祭仪式。
- 2007年南京大屠杀70周年纪念悼念广场
- 2017年南京大屠杀死难者国家公祭日期间的纪念馆大门

## 交通

### 公共汽车
| 江东门纪念馆 | 江东门纪念馆   | 江东门纪念馆 | 江东门纪念馆        | 江东门纪念馆                                                 |
| 编号         | 路线           | 路线         | 路线                | 备注                                                         |
| ------------ | -------------- | ------------ | ------------------- | ------------------------------------------------------------ |
| Y7           | 银城东苑       | ⇆            | 宜悦街              | 经解放南路、建邺路、月安街·华山路东 7 夜班；原 807（第一代） |
| 7            | 瑞金路         | ⇆            | 宜悦街              | 经光华门北、评事街、清竹园南门                               |
| 37           | 紫金明珠       | ⇆            | 奥体新城            |                                                              |
| 61           | 景明佳园       | ⇆            | 江东中路·江东门北街 |                                                              |
| 63           | 宁工新寓       | ⇆            | 双桥门西            |                                                              |
| 166          | 西街           | ⇆            | 江苏大剧院          | 原 7区间                                                     |
| 511          | 雨山路地铁站南 | ⇆            | 莫愁湖公园西门      | 定时班车                                                     |

### 地铁
- 南京地铁二号线云锦路站

## 国际友好馆
- 俄罗斯卫国战争纪念馆（ 俄羅斯莫斯科）
- 列宁格勒英勇保卫者纪念馆（ 俄羅斯圣彼得堡）
- 波兰奥斯维辛集中营国家博物馆（ 波蘭小波兰省奥斯维辛）
- 波兰马伊旦奈克集中营国家博物馆（ 波蘭卢布林省马伊达内克）
- 日本立命馆大学和平博物馆（ 日本京都府京都市）
- 日本长崎纪念冈正治和平纪念馆（ 日本长崎县长崎市）
- 美国日军侵华浩劫博物馆（ 美国加利福尼亚州旧金山）
- 法国冈城国际和平博物馆（ 法國诺曼底大区卡昂）

### 引用
1. ↑  .   [2023-06-02]. （原始内容存档于2023-06-02）.
2. ↑  侵华日军南京大屠杀遇难同胞纪念馆扩建工程竣工开放 逾8万人参观悼念 （页面存档备份，存于）. 新华社, 2007年12月13日
3. ↑  侵华日军南京大屠杀遇难同胞纪念馆 （页面存档备份，存于）. CCTV, 爱国主义教育基地网上展馆
4. 1 2  齐康：《环境的建筑创作构思——“侵华日军南京大屠杀遇难同胞纪念馆”创作设计》. 《东南大学学报》，第28卷第2期，1998年3月。
5. ↑  . Now新聞. 2014-01-28  [2023-03-29]. （原始内容存档于2023-03-29）.
6. ↑  段月萍. 侵华日军南京大屠杀遇难同胞纪念馆的建立及其影响. 江苏地方志, 2005年第4期
7. ↑  齐康. 侵华日军南京大屠杀遇难同胞纪念馆. 建筑学报, 1986年第5期
8. ↑  齐康. 构思的钥匙——记南京大屠杀纪念馆方案的创作. 新建筑, 1986年第02期
9. ↑  把血写的历史铭刻在这片土地上——访侵华日军南京大屠杀遇难同胞纪念馆馆长朱成山[永久]
10. ↑  段月萍：《侵华日军南京大屠杀遇难同胞纪念馆二期工程全面竣工》. 《抗日战争研究》，1998年第1期。
11. ↑  . 成都公众信息网. 2005-12-14.[永久]
12. ↑  南京大屠杀遇难同胞纪念馆扩建工程已获370万元捐款 （页面存档备份，存于）. 新华网, 2007年7月10日：“至2007年4月共收到各类捐款人民币304万元，日元1008万元，韩元10000元，卢布500元”
13. ↑  海内外关注日军南京大屠杀遇难同胞纪念馆的扩建 （页面存档备份，存于）. 中华人民共和国中央人民政府门户网站, 2007年12月12日： “侵华日军南京大屠杀遇难同胞纪念馆馆长朱成山介绍，自2005年扩建工程奠基以来，纪念馆收到来自海内外的捐款450万元人民币、捐赠文物7908件。此外，还有1000多人报名参加纪念馆的志愿者活动……在450万元的捐款中，有来自香港和台湾的150万元，其他大多为南京各界所捐。”
14. ↑  何镜堂,倪阳. 侵华日军南京大屠杀遇难同胞纪念馆扩建工程创作构思. 建筑学报, 2008年3月
15. ↑  . 江苏省人大常委会. 2018-11-28  [2018-12-12]. （原始内容存档于2021-12-14）.
16. ↑  . 中国青年网. 2009-03-29  [2009-06-12]. （原始内容存档于2011-04-27）.
17. ↑  .   [2008-01-08]. （原始内容存档于2007-04-22）.
18. ↑  .   [2008-01-08]. （原始内容存档于2020-11-28）.

### 网页
- . 扬子晚报网. 2009-01-05  [2009-06-12]. （原始内容存档于2010-11-22）.